# Triepeolus ventralis
Triepeolus ventralis là một loài Hymenoptera trong họ Apidae. Loài này được Meade-Waldo mô tả khoa học năm 1913.